# Championnats du monde de ski alpin 2019 - Slalom hommes
Navigation
Édition précédente Édition suivante
Les deux manches du Slalom hommes, dernière course des Championnats du monde de ski alpin 2019 ont lieu le 17 février. Au terme de la première manche, Marcel Hirscher creuse de gros écarts.  Seul Alexis Pinturault parvient à se placer à une demi-seconde (56/100e). Tous les autres sont à plus d'une seconde, et à partir du 7e temps, à plus de deux secondes. Hirscher construit de cette manière sa troisième victoire mondiale dans la discipline pour devenir l'égal d'Ingemar Stenmark, le seul autre slalomeur trois fois titré. Prudent sur le deuxième tracé, il ne réalise que le 25e temps, largement suffisant pour mener un triplé autrichien avec Michael Matt à 65/100e et Marco Schwarz à 76/100e au total des deux manches. Marcel Hirscher gagne le seul titre de l'Autriche dans ces Mondiaux, exactement comme il l'avait fait en 2013. Alexis Pinturault, largement dans le coup jusqu'au troisième intermédiaire, commet ensuite une faute d'intérieur, se rétablit, et termine 4e à 93/100e du vainqueur.  C'est la première fois aux championnats du monde qu'une nation réalise un triplé en slalom. 

## Résultats[6],[7]
La première manche sur la piste Olympia a démarré à 11 h. La deuxième manche en départ inversé à partir du 30e temps a commencé à 14 h 30.  
| Rang               | Dossard | Nom                           | Pays               | Manche 1      | Rang        | Manche 2      | Rang        | Total         | Écart       |
| ------------------ | ------- | ----------------------------- | ------------------ | ------------- | ----------- | ------------- | ----------- | ------------- | ----------- |
| Médaille d'or      | 3       | Marcel Hirscher               | Autriche           | 1 min 0 s 60  | 1           | 1 min 5 s 26  | 25          | 2 min 5 s 86  |             |
| Médaille d'argent  | 5       | Michael Matt                  | Autriche           | 1 min 1 s 95  | 4           | 1 min 4 s 56  | 13          | 2 min 6 s 51  | +0 s 65     |
| Médaille de bronze | 6       | Marco Schwarz                 | Autriche           | 1 min 1 s 82  | 3           | 1 min 4 s 80  | 19          | 2 min 6 s 62  | +0 s 76     |
| 4                  | 4       | Alexis Pinturault             | France             | 1 min 1 s 16  | 2           | 1 min 5 s 63  | 26          | 2 min 6 s 79  | +0 s 93     |
| 5                  | 9       | Ramon Zenhäusern              | Suisse             | 1 min 2 s 92  | 12          | 1 min 3 s 90  | 5           | 2 min 6 s 82  | +0 s 96     |
| 6                  | 8       | Manuel Feller                 | Autriche           | 1 min 1 s 98  | 5           | 1 min 4 s 92  | 21          | 2 min 6 s 90  | +1 s 04     |
| 7                  | 1       | Clément Noël                  | France             | 1 min 2 s 78  | 8           | 1 min 4 s 17  | 6           | 2 min 6 s 95  | +1 s 09     |
| 8                  | 2       | Henrik Kristoffersen          | Norvège            | 1 min 2 s 30  | 6           | 1 min 4 s 68  | 16          | 2 min 6 s 98  | +1 s 12     |
| 9                  | 14      | Dave Ryding                   | Grande-Bretagne    | 1 min 3 s 72  | 20          | 1 min 3 s 31  | 3           | 2 min 7 s 03  | +1 s 17     |
| 10                 | 18      | Stefano Gross                 | Italie             | 1 min 2 s 96  | 13          | 1 min 4 s 37  | 10          | 2 min 7 s 33  | +1 s 47     |
| 11                 | 15      | Christian Hirschbühl          | Autriche           | 1 min 2 s 82  | 9           | 1 min 4 s 54  | 12          | 2 min 7 s 36  | +1 s 50     |
| 12                 | 17      | Sebastian-Foss Solevåg        | Norvège            | 1 min 3 s 32  | 15          | 1 min 4 s 21  | 7           | 2 min 7 s 53  | +1 s 67     |
| 13                 | 10      | André Myhrer                  | Suède              | 1 min 2 s 88  | 10          | 1 min 4 s 67  | 15          | 2 min 7 s 55  | +1 s 69     |
| 14                 | 13      | Loïc Meillard                 | Suisse             | 1 min 2 s 67  | 7           | 1 min 5 s 13  | 23          | 2 min 7 s 80  | +1 s 94     |
| 15                 | 30      | Aleksandr Khoroshilov         | Russie             | 1 min 3 s 56  | 16          | 1 min 4 s 29  | 8           | 2 min 7 s 85  | +1 s 99     |
| 16                 | 16      | Victor Muffat-Jeandet         | France             | 1 min 3 s 67  | 19          | 1 min 4 s 42  | 11          | 2 min 8 s 09  | +2 s 23     |
| 17                 | 46      | Žan Kranjec                   | Slovénie           | 1 min 5 s 00  | 26          | 1 min 3 s 14  | 2           | 2 min 8 s 14  | +2 s 28     |
| 18                 | 12      | Manfred Mölgg                 | Italie             | 1 min 3 s 62  | 17          | 1 min 4 s 63  | 14          | 2 min 8 s 25  | +2 s 39     |
| 19                 | 34      | Alex Vinatzer                 | Italie             | 1 min 5 s 21  | 28          | 1 min 3 s 10  | 1           | 2 min 8 s 31  | +2 s 45     |
| 20                 | 28      | Mattias Hargin                | Suède              | 1 min 4 s 96  | 25          | 1 min 3 s 43  | 4           | 2 min 8 s 39  | +2 s 53     |
| 21                 | 23      | Elias Kolega                  | Croatie            | 1 min 4 s 07  | 22          | 1 min 4 s 35  | 9           | 2 min 8 s 42  | +2 s 56     |
| 22                 | 22      | Giuliano Razzoli              | Italie             | 1 min 3 s 25  | 14          | 1 min 5 s 20  | 24          | 2 min 8 s 45  | +2 s 59     |
| 23                 | 26      | Jonathan Nordbotten           | Norvège            | 1 min 4 s 62  | 24          | 1 min 4 s 74  | 17          | 2 min 9 s 36  | +3 s 50     |
| 24                 | 33      | Simon Fournier                | Canada             | 1 min 4 s 49  | 23          | 1 min 4 s 93  | 22          | 2 min 9 s 42  | +3 s 56     |
| 25                 | 51      | Anton Tremmel                 | Allemagne          | 1 min 5 s 04  | 27          | 1 min 4 s 74  | 17          | 2 min 9 s 78  | +3 s 92     |
| 26                 | 45      | Filip Zubčić                  | Croatie            | 1 min 5 s 24  | 30          | 1 min 4 s 87  | 20          | 2 min 10 s 11 | +4 s 25     |
| 27                 | 42      | Juan Del Campo                | Espagne            | 1 min 5 s 23  | 29          | 1 min 5 s 77  | 27          | 2 min 11 s 00 | +5 s 14     |
| 28                 | 32      | Linus Straßer                 | Allemagne          | 1 min 5 s 58  | 32          | 1 min 6 s 03  | 28          | 2 min 11 s 61 | +5 s 75     |
| 29                 | 37      | Tanguy Nef                    | Suisse             | 1 min 5 s 30  | 31          | 1 min 6 s 34  | 29          | 2 min 11 s 64 | +5 s 78     |
| 30                 | 49      | Jens Henttinen                | Finlande           | 1 min 5 s 93  | 36          | 1 min 6 s 53  | 30          | 2 min 12 s 46 | +6 s 60     |
| 31                 | 47      | Pavel Trikhichev              | Russie             | 1 min 5 s 68  | 34          | 1 min 6 s 83  | 31          | 2 min 12 s 51 | +6 s 65     |
| 32                 | 29      | Matej Vidović                 | Croatie            | 1 min 5 s 86  | 35          | 1 min 7 s 74  | 32          | 2 min 13 s 60 | +7 s 74     |
| 33                 | 54      | Jakob Špik                    | Slovénie           | 1 min 5 s 67  | 33          | 1 min 9 s 39  | 36          | 2 min 15 s 06 | +9 s 20     |
| 34                 | 44      | Matej Falat                   | Slovaquie          | 1 min 6 s 70  | 37          | 1 min 9 s 02  | 35          | 2 min 15 s 72 | +9 s 86     |
| 35                 | 76      | Alec Scott                    | Australie          | 1 min 9 s 61  | 48          | 1 min 8 s 40  | 33          | 2 min 18 s 01 | +12 s 15    |
| 36                 | 64      | Max van Rossum                | Pays-Bas           | 1 min 9 s 54  | 47          | 1 min 8 s 74  | 34          | 2 min 18 s 28 | +12 s 42    |
| 37                 | 56      | Zak Vinter                    | Grande-Bretagne    | 1 min 9 s 21  | 46          | 1 min 10 s 96 | 37          | 2 min 19 s 27 | +13 s 41    |
| 38                 | 67      | Miks Zvejnieks                | Lettonie           | 1 min 8 s 34  | 40          | 1 min 11 s 67 | 39          | 2 min 20 s 01 | +14 s 15    |
| 39                 | 80      | Itamar Biran                  | Israël             | 1 min 9 s 05  | 44          | 1 min 11 s 07 | 38          | 2 min 20 s 12 | +14 s 26    |
| 40                 | 25      | Leif Kristian Nestvold-Haugen | Norvège            | 1 min 3 s 62  | 17          | 1 min 17 s 40 | 45          | 2 min 21 s 02 | +15 s 16    |
| 41                 | 55      | Alex Puente Tasias            | Espagne            | 1 min 7 s 38  | 38          | 1 min 15 s 80 | 43          | 2 min 23 s 18 | +17 s 32    |
| 42                 | 83      | Cormac Comerford              | Irlande            | 1 min 11 s 98 | 49          | 1 min 13 s 08 | 40          | 2 min 25 s 06 | +19 s 20    |
| 43                 | 86      | Andrej Drukarov               | Lituanie           | 1 min 12 s 88 | 50          | 1 min 13 s 13 | 41          | 2 min 26 s 01 | +20 s 15    |
| 44                 | 89      | Michael Poettoz               | Colombie           | 1 min 13 s 67 | 51          | 1 min 14 s 64 | 42          | 2 min 28 s 31 | +22 s 45    |
| 45                 | 78      | Alexandru Barbu               | Roumanie           | 1 min 15 s 02 | 53          | 1 min 16 s 48 | 44          | 2 min 31 s 50 | +25 s 64    |
| 46                 | 93      | Erjon Tola                    | Albanie            | 1 min 16 s 71 | 55          | 1 min 17 s 93 | 46          | 2 min 34 s 64 | +28 s 78    |
| 47                 | 94      | Yianno Kouyoumdjian           | Chypre             | 1 min 18 s 97 | 56          | 1 min 19 s 93 | 47          | 2 min 38 s 90 | +33 s 04    |
| 48                 | 100     | Ricardo Brancal               | Portugal           | 1 min 33 s 06 | 57          | 1 min 31 s 60 | 48          | 3 min 4 s 66  | +58 s 80    |
| —                  | 27      | Dominik Stehle                | Allemagne          | 1 min 3 s 91  | 21          | Abandon       | Abandon     | Abandon       | Abandon     |
| —                  | 82      | Yoan Todorov                  | Bulgarie           | 1 min 8 s 48  | 41          | Abandon       | Abandon     | Abandon       | Abandon     |
| —                  | 66      | Axel Esteve                   | Andorre            | 1 min 8 s 68  | 42          | Abandon       | Abandon     | Abandon       | Abandon     |
| —                  | 60      | Billy Major                   | Grande-Bretagne    | 1 min 8 s 87  | 43          | Abandon       | Abandon     | Abandon       | Abandon     |
| —                  | 77      | Daniel Paulus                 | Tchéquie           | 1 min 9 s 05  | 44          | Abandon       | Abandon     | Abandon       | Abandon     |
| —                  | 96      | Zakhar Kuchin                 | Kazakhstan         | 1 min 16 s 69 | 54          | Abandon       | Abandon     | Abandon       | Abandon     |
| —                  | 11      | Felix Neureuther              | Allemagne          | 1 min 2 s 89  | 11          | Disqualifié   | Disqualifié | Disqualifié   | Disqualifié |
| —                  | 19      | Štefan Hadalin                | Slovénie           | 1 min 8 s 08  | 39          | Non parti     | Non parti   | Non parti     | Non parti   |
| —                  | 31      | Adam Žampa                    | Slovaquie          | 1 min 14 s 26 | 52          | Non parti     | Non parti   | Non parti     | Non parti   |
| —                  | 7       | Daniel Yule                   | Suisse             | Abandon       | Abandon     | Abandon       | Abandon     | Abandon       | Abandon     |
| —                  | 21      | Albert Popov                  | Bulgarie           | Abandon       | Abandon     | Abandon       | Abandon     | Abandon       | Abandon     |
| —                  | 24      | Istok Rodeš                   | Croatie            | Abandon       | Abandon     | Abandon       | Abandon     | Abandon       | Abandon     |
| —                  | 35      | Laurie Taylor                 | Grande-Bretagne    | Abandon       | Abandon     | Abandon       | Abandon     | Abandon       | Abandon     |
| —                  | 36      | Kamen Zlatkov                 | Bulgarie           | Abandon       | Abandon     | Abandon       | Abandon     | Abandon       | Abandon     |
| —                  | 38      | Kristoffer Jakobsen           | Suède              | Abandon       | Abandon     | Abandon       | Abandon     | Abandon       | Abandon     |
| —                  | 39      | Erik Read                     | Canada             | Abandon       | Abandon     | Abandon       | Abandon     | Abandon       | Abandon     |
| —                  | 40      | Trevor Philp                  | Canada             | Abandon       | Abandon     | Abandon       | Abandon     | Abandon       | Abandon     |
| —                  | 41      | Joaquim Salarich              | Espagne            | Abandon       | Abandon     | Abandon       | Abandon     | Abandon       | Abandon     |
| —                  | 43      | Ondřej Berndt                 | Tchéquie           | Abandon       | Abandon     | Abandon       | Abandon     | Abandon       | Abandon     |
| —                  | 48      | Joonas Rasanen                | Finlande           | Abandon       | Abandon     | Abandon       | Abandon     | Abandon       | Abandon     |
| —                  | 50      | Kryštof Krýzl                 | Tchéquie           | Abandon       | Abandon     | Abandon       | Abandon     | Abandon       | Abandon     |
| —                  | 52      | Sam Maes                      | Belgique           | Abandon       | Abandon     | Abandon       | Abandon     | Abandon       | Abandon     |
| —                  | 53      | Carl Jonsson                  | Suède              | Abandon       | Abandon     | Abandon       | Abandon     | Abandon       | Abandon     |
| —                  | 57      | Kai Alaerts                   | Belgique           | Abandon       | Abandon     | Abandon       | Abandon     | Abandon       | Abandon     |
| —                  | 58      | Dries Van den Broecke         | Belgique           | Abandon       | Abandon     | Abandon       | Abandon     | Abandon       | Abandon     |
| —                  | 59      | Adam Barwood                  | Nouvelle-Zélande   | Abandon       | Abandon     | Abandon       | Abandon     | Abandon       | Abandon     |
| —                  | 61      | Aleksandr Andrienko           | Russie             | Abandon       | Abandon     | Abandon       | Abandon     | Abandon       | Abandon     |
| —                  | 62      | Tomas Birkner De Miguel       | Argentine          | Abandon       | Abandon     | Abandon       | Abandon     | Abandon       | Abandon     |
| —                  | 63      | Žaks Gedra                    | Lettonie           | Abandon       | Abandon     | Abandon       | Abandon     | Abandon       | Abandon     |
| —                  | 65      | Tom Verbeke                   | Belgique           | Abandon       | Abandon     | Abandon       | Abandon     | Abandon       | Abandon     |
| —                  | 68      | Sebastiano Gastaldi           | Argentine          | Abandon       | Abandon     | Abandon       | Abandon     | Abandon       | Abandon     |
| —                  | 69      | Marko Šljivić                 | Bosnie-Herzégovine | Abandon       | Abandon     | Abandon       | Abandon     | Abandon       | Abandon     |
| —                  | 70      | Tormis Laine                  | Estonie            | Abandon       | Abandon     | Abandon       | Abandon     | Abandon       | Abandon     |
| —                  | 71      | Ioannis Antoniou              | Grèce              | Abandon       | Abandon     | Abandon       | Abandon     | Abandon       | Abandon     |
| —                  | 72      | Sturla Snær Snorrason         | Islande            | Abandon       | Abandon     | Abandon       | Abandon     | Abandon       | Abandon     |
| —                  | 73      | Strahinja Stanišić            | Serbie             | Abandon       | Abandon     | Abandon       | Abandon     | Abandon       | Abandon     |
| —                  | 74      | Simon Breitfuss Kammerlander  | Bolivie            | Abandon       | Abandon     | Abandon       | Abandon     | Abandon       | Abandon     |
| —                  | 75      | Antonio Ristevski             | Macédoine du Nord  | Abandon       | Abandon     | Abandon       | Abandon     | Abandon       | Abandon     |
| —                  | 79      | Casper Dyrbye Næsted          | Danemark           | Abandon       | Abandon     | Abandon       | Abandon     | Abandon       | Abandon     |
| —                  | 81      | Iason Abramashvili            | Géorgie            | Abandon       | Abandon     | Abandon       | Abandon     | Abandon       | Abandon     |
| —                  | 84      | Seyedmorteza Jafari           | Iran               | Abandon       | Abandon     | Abandon       | Abandon     | Abandon       | Abandon     |
| —                  | 85      | Matthieu Osch                 | Luxembourg         | Abandon       | Abandon     | Abandon       | Abandon     | Abandon       | Abandon     |
| —                  | 87      | Eldar Salihović               | Monténégro         | Abandon       | Abandon     | Abandon       | Abandon     | Abandon       | Abandon     |
| —                  | 88      | Bence Nagy                    | Hongrie            | Abandon       | Abandon     | Abandon       | Abandon     | Abandon       | Abandon     |
| —                  | 90      | Ivan Kovbasnyuk               | Ukraine            | Abandon       | Abandon     | Abandon       | Abandon     | Abandon       | Abandon     |
| —                  | 91      | Daniil Chertsin               | Biélorussie        | Abandon       | Abandon     | Abandon       | Abandon     | Abandon       | Abandon     |
| —                  | 92      | Komiljon Tukhtaev             | Ouzbékistan        | Abandon       | Abandon     | Abandon       | Abandon     | Abandon       | Abandon     |
| —                  | 95      | Evgeniy Timofeev              | Kirghizistan       | Abandon       | Abandon     | Abandon       | Abandon     | Abandon       | Abandon     |
| —                  | 97      | Zhang Yangming                | Chine              | Abandon       | Abandon     | Abandon       | Abandon     | Abandon       | Abandon     |
| —                  | 98      | Connor Wilson                 | Afrique du Sud     | Abandon       | Abandon     | Abandon       | Abandon     | Abandon       | Abandon     |
| —                  | 20      | Julien Lizeroux               | France             | Disqualifié   | Disqualifié | Disqualifié   | Disqualifié | Disqualifié   | Disqualifié |
| —                  | 99      | Harutyun Harutyunyan          | Arménie            | Non parti     | Non parti   | Non parti     | Non parti   | Non parti     | Non parti   |